# Solenopsis atlantis
Solenopsis atlantis är en myrart som beskrevs av Santschi 1934. Solenopsis atlantis ingår i släktet eldmyror, och familjen myror. Inga underarter finns listade i Catalogue of Life.